# Okręg Gourdon
Okręg Gourdon (fr. Arrondissement de Gourdon) – okręg w południowo-zachodniej Francji. Populacja wynosi 40 200.

## Podział administracyjny
W skład okręgu wchodzą następujące kantony:
- Gourdon,
- Gramat,
- Labastide-Murat,
- Martel,
- Payrac,
- Saint-Germain-du-Bel-Air,
- Salviac,
- Souillac,
- Vayrac.